# 다코타 로즈
다코타 로즈(Dakota Rose, 일본어: ダコタ・ローズ, 1995년 9월 19일 ~ )는 일본에서 활동하는 미국의 모델, 패션 블로거이다. 갸루 패션으로 이름을 알렸다.